# Santa Cruz (Rio Grande do Norte)
Santa Cruz est une municipalité brésilienne située dans l'État du Rio Grande do Norte.

## La statue colossale de sainte Rita de Cascia
Le 27 juin 2010, dans les environs de la ville de Santa Cruz, a été inaugurée la plus grande statue religieuse catholique du monde, dédiée à une sainte de l’Ombrie : sainte Rita de Cascia. Cinquante-six mètres de haut (un seul de moins que la statue de la Liberté à New York), dix ans de travail depuis le début du projet et un coût d'environ 2,4 millions d'euros financé en partie par l'administration de Santa Cruz (trente-cinq mille habitants seulement), l'État du Rio Grande do Norte et de l'argent venant directement de Brasilia, la capitale fédérale.
Pour le Brésil l'évènement est d'une importance historique également parce que le record détenu jusque-là par la statue du Christ Rédempteur de Corcovado, l’incomparable symbole de la ville de Rio de Janeiro, est tombé puisqu’il n’a que 38 mètres de haut, 18 de moins que la nouvelle construction dédiée à la sainte de l’Ombrie.
L'ouvrage a été réalisé en blocs de béton, élevés sur un squelette en bois, d’après le projet du sculpteur Alexandre Azedo Lacerda, déjà connu dans ce pays d’Amérique du Sud pour diverses œuvres aux dimensions colossales.
La statue se dresse sur une colline spécialement nivelée et qui a pris le nom de « Alto de Santa Rita ». Autour a été installé un centre de congrès avec un auditorium de 225 places et un restaurant. La ville brésilienne est maintenant en train de créer également un centre d'information sur les religieux de Cascia.
Tous les 22 mai, la ville de Santa Cruz organise une grande fête dédiée à sainte Rita à laquelle en moyenne ne participent pas moins de 60 000 personnes venues de tous les coins du Brésil. Parmi les curiosités, on rappelle que le fondateur de Santa Cruz aurait été un immigré italien arrivé sur ce territoire en 1825 et qui avait une grande dévotion à sainte Rita de Cascia. 